# Oriol Pozo
Oriol Pozo Cumplido (Tarragona, 21 de octubre de 1990) es un entrenador español de baloncesto que actualmente dirige al Club Baloncesto Ciudad de Ponferrada en la Liga LEB Plata.

## Trayectoria
Pozo fue jugador en las categorías inferiores de la Sección de Baloncesto del Club Gimnàstic de Tarragona, club donde también se inició como entrenador en categorías desde infantil a Júnior. En la temporada 2010-11, con apenas 20 años ejercería como ayudante de Carlos Aparicio en el Club Bàsquet Vila-Seca de Liga EBA. 
En la temporada 2012-2013, se incorpora a la plantilla de entrenadores de la Canarias Basketball Academy (CBA).
El 28 de noviembre de 2013, se incorpora al Bàsquet Ploms-Salle Reus para dirigir a su equipo junior.
En la temporada 2015-16, se hace cargo del primer equipo del Bàsquet Ploms-Salle Reus de Primera Nacional al que dirige durante 4 temporadas, llegando a disputar un playoff de ascenso a Liga EBA. 
El 14 de mayo de 2019, se hace cargo del Club Básquet Valls de Liga EBA, al que dirige durante tres temporadas.  En la primera de ellas estaba en zona de playoff de ascenso a LEB Plata pero con el parón COVID no pudo disputarlo, en la siguiente temporada quedaría en primera posición pero no pudo ascender en el playoff y en la temporada 2021-22, acabó en quinta posición.
En agosto de 2022, firma por el Bàsquet Manresa de Liga ACB para ser entrenador ayudante de Pedro Martínez, ser entrenador del equipo Júnior A y coordinador de la bases del club del Bagés.
El 1 de junio de 2023, firma como entrenador del Club Baloncesto Ciudad de Ponferrada en la Liga LEB Plata.

## Clubs
- 2010-11. Club Bàsquet Vila-Seca. (Asistente). Liga EBA
- 2012-13. Canarias Basketball Academy
- 2013-15. CN Reus Ploms. Junior "A"
- 2015-19. CN Reus Ploms. Primera Nacional
- 2019-22. Club Básquet Valls. Liga EBA
- 2022-23. Bàsquet Manresa. (Asistente). Liga ACB
- 2022-23. Bàsquet Manresa. Junior "A"
- 2023-actualidad. Club Baloncesto Ciudad de Ponferrada. Liga LEB Plata